# آدام سندلر
آدام ریچارد سندلر (انگلیسی: Adam Richard Sandler؛ زادهٔ ۹ سپتامبر ۱۹۶۶) بازیگر و کمدین آمریکایی است. او از سال ۱۹۹۰ تا ۱۹۹۵، پیش از بازی در فیلم‌های هالیوودی، یکی از بازیگران مجموعهٔ کمدی پخش زنده شنبه شب بود. او در فیلم‌های کمدی هالیوودی بازی کرده است که مجموعاً بیش از ۲ میلیارد دلار در سرتاسر جهان فروش داشتند. در سال ۲۰۲۰ دارایی خالص او ۴۲۰ میلیون دلار برآورد شد و قرارداد چهار فیلم با نتفلیکس به ارزش بیش از ۲۵۰ میلیون دلار امضا کرد.

## زندگی شخصی
آدام در بروکلین، نیویورک در ۹ سپتامبر سال ۱۹۶۶ زاده شد، مادرش یک معلم مدرسه مهد کودک، و پدر او استنلی سندلر، یک مهندس برق بود، خانواده وی یهودی هستند و از مهاجران یهودی روسی تبارند. او پس از نقل مکان در سن ۶ سالگی در منچستر، نیوهمپشایر بزرگ شد، وی در دبیرستان مرکزی منچستر تحصیل کرد. سندلر از دانشگاه نیویورک، مدرسه هنر تیش در سال ۱۹۸۸ فارغ‌التحصیل شد.

## زندگی هنری
سندلر پس از حضور موفق در یک برنامه زنده تلویزیونی به نام saturday night live در چندین فیلم هالیوودی حضوری موفق داشت به‌طوری‌که مجموع این فیلم‌ها فروشی در حدود ۲ میلیارد دلار آمریکا داشت.

## تمشک طلایی
وی یکی از رکوردداران کاندید و برنده شدن جایزه تمشک طلایی برای بدترین بازیگر مرد با ۱۱ نامزدی و ۳ پیروزی، نیز است.
| سال  | فیلم                               | نتیجه     |
| ---- | ---------------------------------- | --------- |
| ۱۹۹۶ | هپی گیلمور                         | نامزد شده |
| ۱۹۹۸ | آبدارچی                            | نامزد شده |
| ۱۹۹۹ | محبت پدری                          | برنده     |
| ۲۰۰۰ | نیکی کوچک                          | نامزد شده |
| ۲۰۰۲ | هشت شب دیوانه‌وار                   | نامزد شده |
| ۲۰۰۷ | اکنون شما را چاک و لری اعلام می‌کنم | نامزد شده |
| ۲۰۱۱ | جک و جیل و فقط باهاش کنار بیا      | برنده     |
| ۲۰۱۲ | اون پسر منه                        | برنده     |
| ۲۰۱۳ | بزرگ‌شده‌ها ۲                        | نامزد شده |
| ۲۰۱۴ | مخلوط                              | نامزد شده |
| ۲۰۱۵ | پینه‌دوز و پیکسل‌ها                  | نامزد شده |

## فیلم‌شناسی
این فهرست جزئی از آثار سینمایی و تلویزیونی سندلر است.
- به دریا رفتن (۱۹۸۹)
- پخش زنده شنبه شب (۱۹۹۰–۱۹۹۵)
- سر مخروطی‌ها (۱۹۹۳)
- کله‌پوک‌ها (۱۹۹۴)
- بیلی مدیسن (۱۹۹۵)
- هپی گیلمور (۱۹۹۶)
- ضدگلوله (۱۹۹۶)
- خواننده عروسی (۱۹۹۸)
- آبدارچی (۱۹۹۸)
- محبت پدری (۱۹۹۹)
- نیکی کوچک (۲۰۰۰)
- عشق پریشان (۲۰۰۲)
- آقای دیدز (۲۰۰۲)
- هشت شب دیوانه‌وار (۲۰۰۲)
- مدیریت خشم (۲۰۰۳)
- ۵۰ قرار اول (۲۰۰۴)
- طولانی‌ترین فاصله (۲۰۰۵)
- کلیک (۲۰۰۶)
- بر من حکمرانی کن (۲۰۰۷)
- اکنون شما را چاک و لری اعلام می‌کنم (۲۰۰۷)
- تو حریف زوهان نمی‌شی (۲۰۰۸)
- داستان‌های زمان خواب (۲۰۰۸)
- آدم‌های بامزه (۲۰۰۹)
- بزرگ‌شده‌ها (۲۰۱۰)
- فقط باهاش کنار بیا (۲۰۱۱)
- جک و جیل (۲۰۱۱)
- هتل ترانسیلوانیا (۲۰۱۲)
- بزرگ‌شده‌ها ۲ (۲۰۱۳)
- مخلوط (۲۰۱۴)
- پیکسل‌ها (۲۰۱۵)
- هتل ترانسیلوانیا ۲ (۲۰۱۵)
- ۶ کله‌پوک (۲۰۱۵)
- داستان‌های مایروویتز (۲۰۱۷)
- هتل ترانسیلوانیا ۳ (۲۰۱۸)
- راز جنایت (۲۰۱۹)
- جواهرات تراش‌نخورده (۲۰۱۹)
- هالووین هیوبی (۲۰۲۰)
- زرنگ‌بازی (۲۰۲۲)
- راز جنایت ۲ (۲۰۲۳)
- لئو (۲۰۲۳)
- فضانورد (۲۰۲۴)
- جی کلی (۲۰۲۵)
- هپی گیلمور ۲ (۲۰۲۵)